# Успенский, Александр Глебович
Алекса́ндр Гле́бович Успе́нский (12 (24) декабря 1873, Санкт-Петербург — 26 марта (8 апреля) 1907, там же) — русский архитектор, гражданский инженер. Автор проектов храмов, промышленных зданий, жилых домов в Санкт-Петербурге, Тосно, Царском Селе, Чудове.

## Биография
Родился 12 [24] декабря 1873 год в семье писателя Глеба Ивановича Успенского (1843—1902) и Александры Васильевны Бараевой-Успенской (1845—1906). Сестры — Вера (1877—1942), в 1899—1908 годах жена эсера Б. В. Савинкова, и Мария (1879—1943), супруга архитектора С. С. Кричинского. Брат — Борис (1886—1951). В браке с Марией Евгеньевной Нейберг у архитектора А. Г. Успенского был сын Герман, умерший в детстве, до 1907 года
После окончания реального училища Александр Успенский поступил в Институт гражданских инженеров. Во время обучения он часто посещал библиотеку Академии художеств. Во время геодезической практики увлекся рисованием. С 1896 году будущий архитектор стал принимать участите в деятельности подпольной типографии в Лахте. В связи с этим, после окончания института в 1898 году, он был сослан в Черниговскую губернию, где продолжал заниматься рисованием
В своем архитектурном проектировании Александр Глебович был последовательным сторонником модерна. Основными его постройками были храмы и утилитарные здания военного ведомства. Постоянным увлечением архитектора было английское деревянное зодчество и творчество Чарльза Войзи (англ. Charles Voysey). Этим вопросам Успенский посвятил несколько статей и публичных лекционных выступлений.
Скончался 26 марта [8 апреля] 1907 года. В тот же день его супруга покончила жизнь самоубийством. Погребён на Литераторских мостках Волковского православного кладбища. Русская пресса не обошла вниманием эту трагедию:

Несколько дней тому назад в барачную биржевую больницу был доставлен на излечение сын покойного Глеба Ивановича Успенского, гражданский инженер Александр Глебович Успенский. Врачи констатировали у него воспаление слепой кишки. Почтенный лейб-хирург и главный врач больницы Домбровский признали необходимым хирургическое вмешательство, и Александру Глебовичу Успенскому была сделана операция, но спасти его жизнь не удалось. Он скончался в цвете сил, всего 33-летним молодым человеком.
Жена его не перенесла удара, нанесенного ей судьбой. Она безумно любила своего мужа и была уверена в благополучном исходе операции. Придя домой, Марья Евгеньевна Успенская заперлась в своей комнате, достала револьвер покойного мужа и выстрелом в сердце покончила с собой.— Русский голос. 1907. 27 марта

### Постройки
Санкт-Петербург
- Городской изоляционный дом. Совместно с В. С. Мартыновичем. Улица Профессора Ивашенцова, 5. 1903—1905 годы. Сохранился.
- Доходный дом Л. Р. Шредер (перестройка, авторство оспаривается[6][7]). Улица Володи Ермака, 2 / набережная реки Пряжки, 34. 1904—1905 годы.
- Церковь Архангела Михаила лейб-гвардии Московского полка, Большой Сампсониевский проспект, 61. 1905—1906 годы. Перестроена.
- Оранжереи и службы при них в усадьбе купцов Елисеевых. Совместно с Н. А. Троицким и Л. Л. Фуфаевским. 2-я Берёзовая аллея, 13—17. 1906—1907 годы. Сохранились частично.

Красное Село
- Летние деревянные здания для офицеров лейб-гвардии Финляндского полка. Он же — автор эскизов всей мебели.

Петергоф
- Казармы 148-го пехотного Каспийского полка. Совместно с В. В. Бочаровым. Переулок Суворовцев, 4—6; улица Юты Бондаровской, 21. 1901—1904 годы. Сохранились.
- Храм святой великомученицы Анастасии Узорешительницы 148-го пехотного Каспийского полка (архитектор Ф. М. Вержбицкий). Входил в состав строительной комиссии во главе с генерал-майором П. П. Дягилевым[8]. 1900—1903 годы.

Царское Село
- Церковь преподобного Сергия Радонежского лейб-гвардии 2-го Царскосельского стрелкового батальона. Перестройка. Фуражный переулок, 4. 1904 год. Сохранилась.

Сябреницы (Новгородская губерния)
- Церковь Казанской иконы Божьей Матери. Строительство храма (с изменениями в проекте) закончено в 1912 году после смерти архитектора. 1902—1904 годы.